# Floris I van der Dussen

Wapen van der Dussen

Floris I van der Dussen (ca. 1404-1456) was een zoon van ridder Jan III van der Dussen en Agnes van de Boekhorst.
Van der Dussen was van 1445 tot 1456 heer van Dussen, ambachtsheer van Aartswaarde en schout van Dordrecht en in 1440 slotvoogd van Loevestein. Voorts bezat hij tot 1436 de hoeve Groot Vaarle, in de buurtschap Vaarle, die 35 ha. besloeg. Hij was een jongere broer van Jan IV van der Dussen die het ambacht Aartswoude aan hem in 1445 afstond. Jan IV was erfheer geworden door het overlijden van zijn neef Arend III van der Dussen. Het ambacht Aartswaarde, ook genoemd Heeraartswaarde en ook Arntswaard aan de Maas in de Groote of Hollandsche Waard, bestond uit het halve veer, het gemaal en de visserij in de Maas. Voorts in de parochie Muilkerk een stuk land, genaamd Grote Polder, groot 22 morgen. Verder de gruit van Muilkerk, zijnde Muilkerk, van Munsterkerk, de twee Arntswaarden en van Voornsaterwaard, een stuk land in zijn ambacht in Muilkerk, alles gevat onder de heerlijkheid Arntswaard. De heerlijkheid Heeraartswaarde is tijdens de Sint-Elisabethsvloed door de golven verzwolgen.

## Huwelijk en kinderen
Floris trouwde (1) met Catrina van Uden, (2) met Anna van Arkel en (3) met Elisabeth van Varick (ca. 1420-1456). De volgende kinderen zijn geboren uit het huwelijk van Floris:
- Nicolaas III van der Dussen (-1476), in 1439 ridder van de Duitse Orde.
- Arent IV / Arnout van der Dussen (-1482)
- een natuurlijke dochter van Floris van der Dussen. Zij trouwde met Joris van Eemskerk schout van Dordrecht en baljuw van Zuid-Holland.
- Jan V van der Dussen (ca. 1435-1496), van 1456 tot 1496 heer van Dussen, Aartswaarde en Munsterkerk, in 1474 en 1478 was hij schout van Breda. Hij was het die het kasteel Dussen weer heeft opgebouwd tussen 1473 en 1474. Hij trouwde met Elisabeth Brant. Zij was een dochter van heer Arent Brant Jansz heer van Grobbendonk (nazaat van een bastaardzoon van Jan de III hertog van Brabant) en van Katrina van Heinsbergen".

In 1455 laat Floris I van der Dussen voor de schepenen van Den Bosch zijn eigendomsrechten op het kasteel in Dussen met de bijbehorende landerijen bevestigen. In 1456 kwam Floris' zoon Jan V van der Dussen (ca. 1435-1496) aan het bewind. Hij was het die het kasteel Dussen tussen 1473 en 1474 weer heeft opgebouwd. Jan V was getrouwd met Agatha Veemans. Na zijn dood in 1496 kwam het goed aan Jans zoon Floris II van der Dussen.
Het familiewapen: Coupé van goud en sabel beladen met een geëchequeteerd St. Andrieskruis van keel en zilver brocheerende over het geheel.

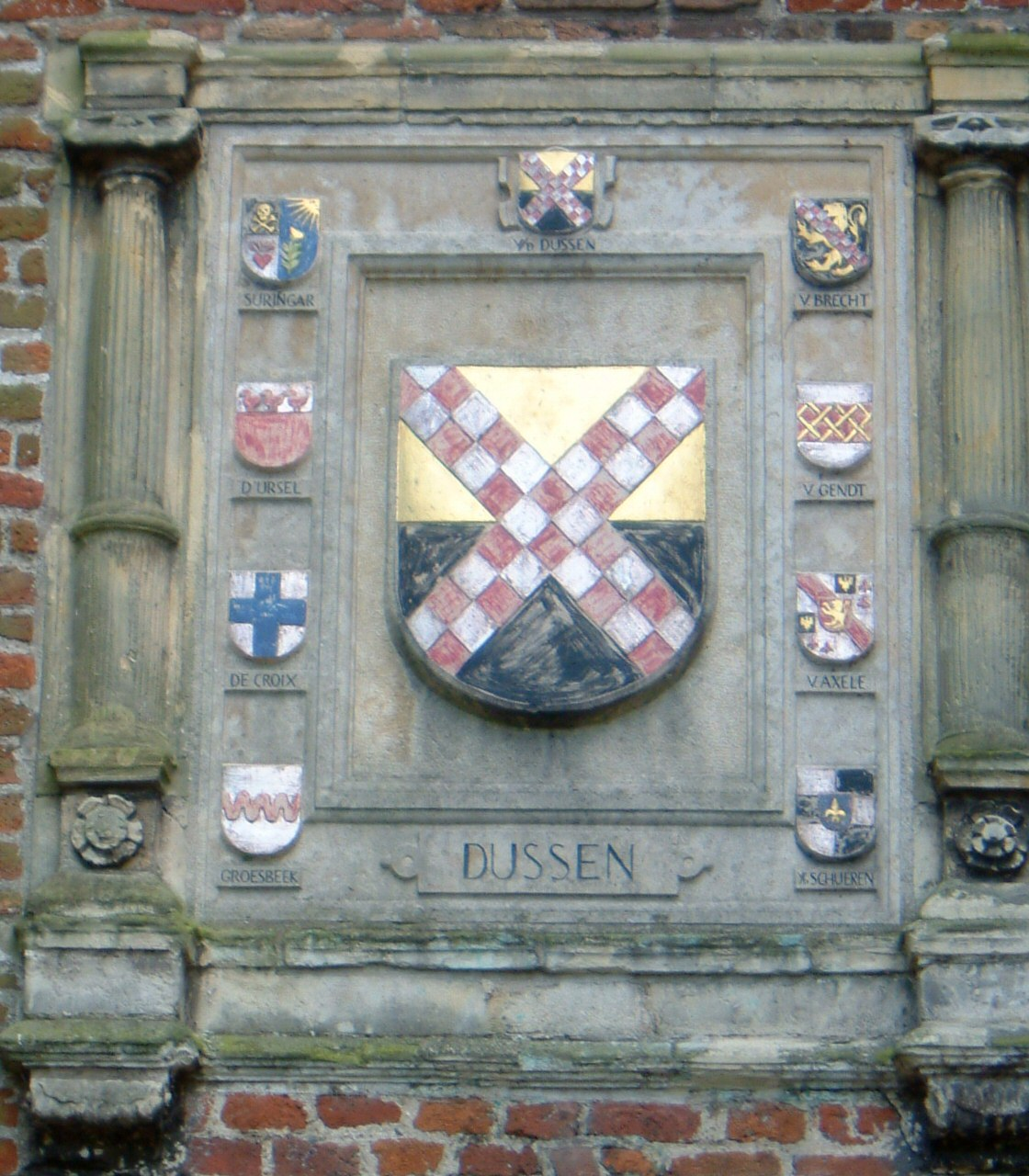
wapenbord kasteel Dussen
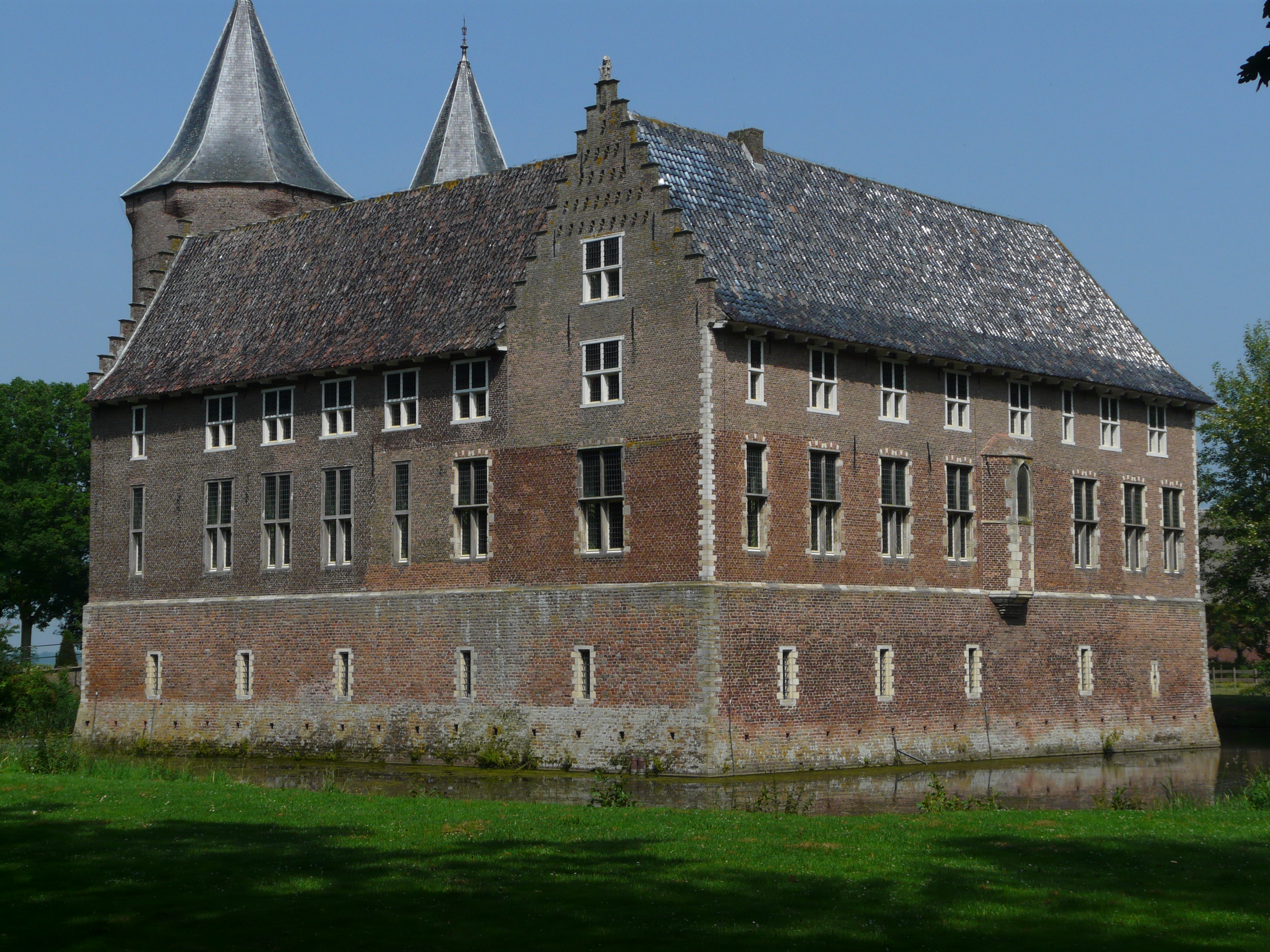
Kasteel Dussen
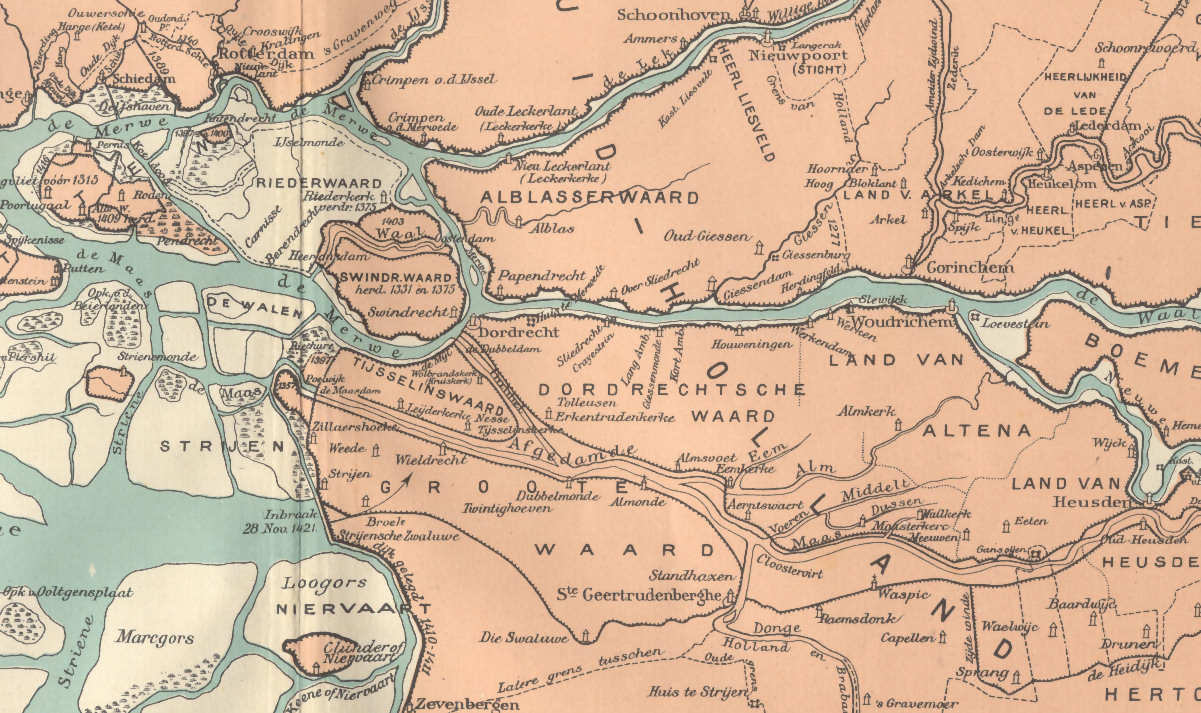
Groote Waard in 1421